# 吉卡洛·德·卡洛
吉卡洛·德·卡洛（1919年12月12日—2005年6月4日），是一位意大利建筑师。

## 生平

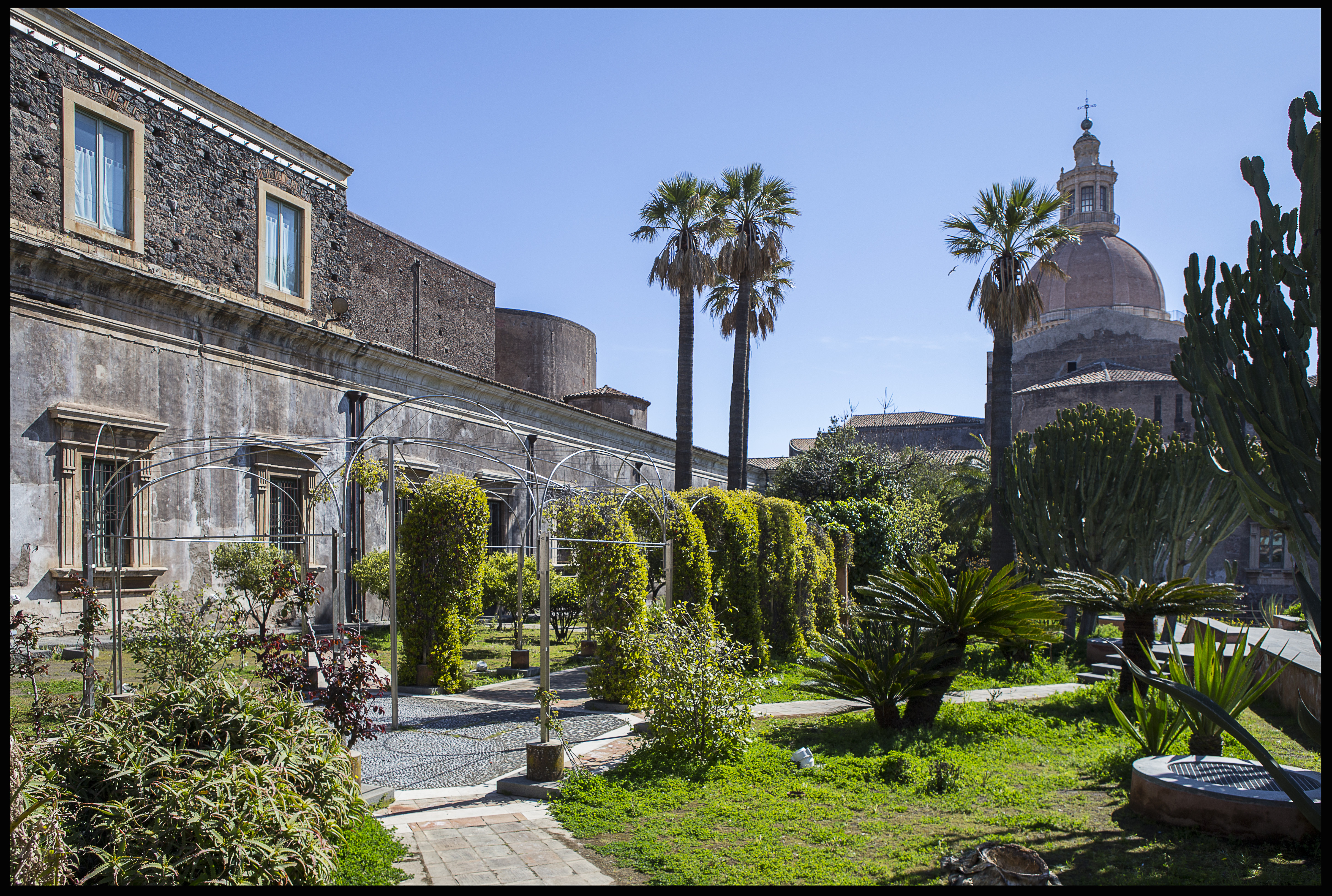
初学修士花园（Garden of Novices）

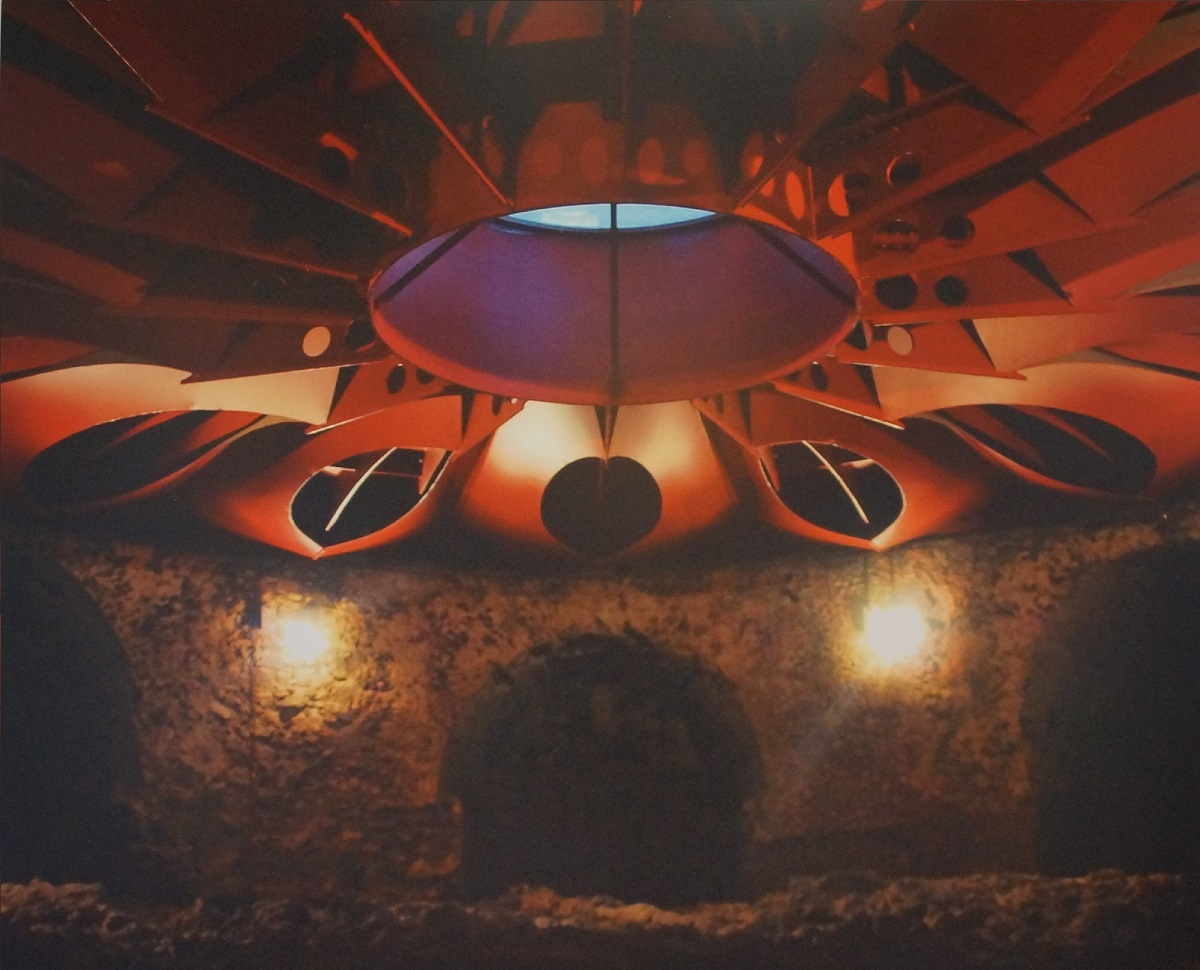
圣尼科尔竞技场修道院内的“红屋”

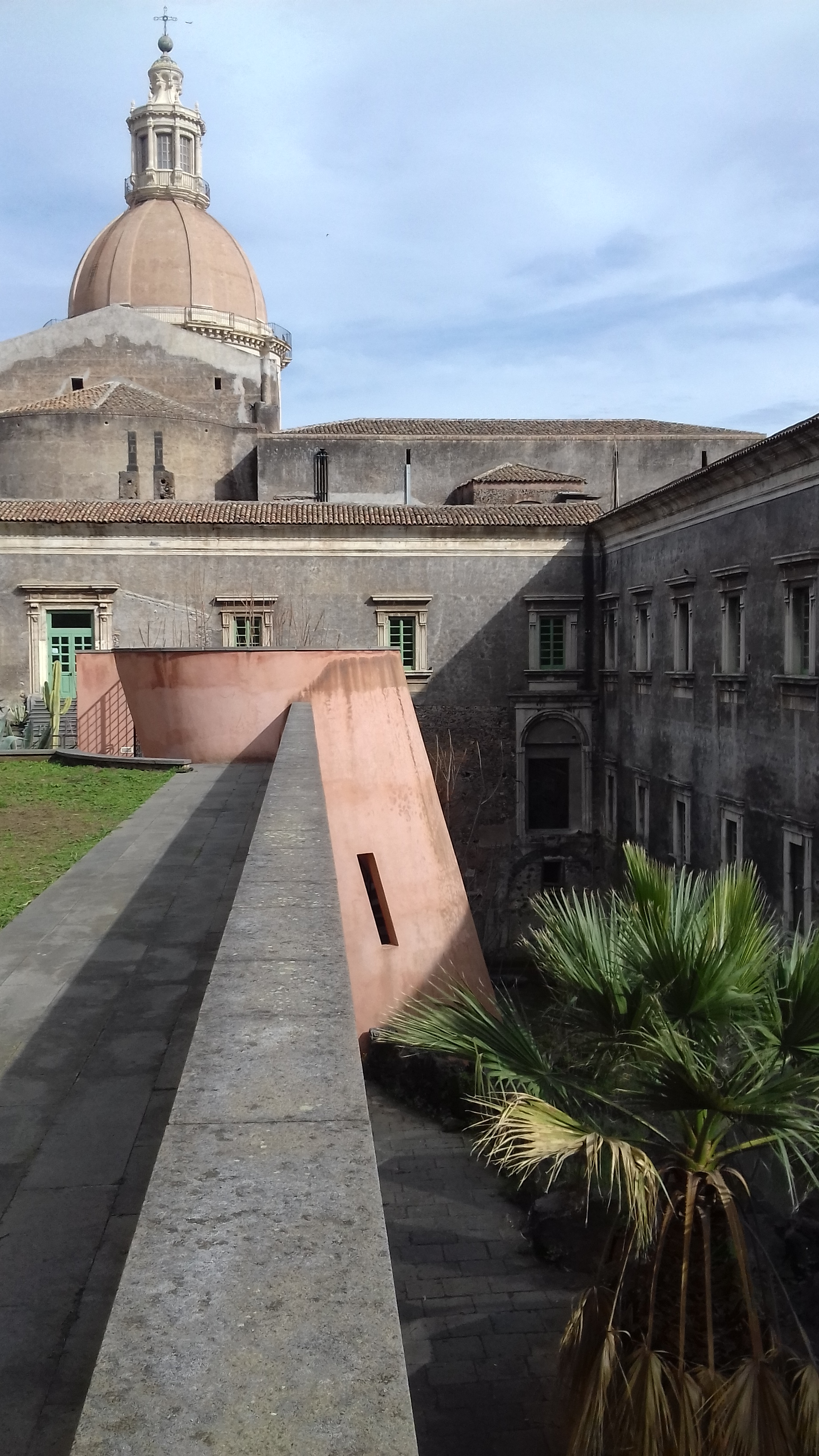
初学修士花园（Garden of Novices）与卡塔尼亚大学供暖厂屋面

吉卡洛·德·卡洛于1919年出生于意大利利古里亚大区的热那亚。
1939年，德·卡洛就读于米兰理工学院工程专业，并于1943年毕业。第二次世界大战期间，他被征募为海军军官。在1943年9月8日停战后，他躲藏起来，参加了意大利无产阶级团结运动的抵抗运动，其它米兰建筑师如弗朗哥·阿尔比尼也参加了该运动。后来，他与朱塞佩·帕加诺一起在米兰组织了一个无政府自由主义游击队（马泰奥蒂旅）。
战争结束时，他在米兰宣传柯布西耶的作品，并加入无政府主义运动，最终参加了在卡拉拉举行的第一届国际无政府主义联合会大会。在此期间，他开始与无政府主义杂志Volontá合作，试图为战后重建和对社会住房持续需求提出新的社会理念。
1948年，他在威尼斯建筑大学（UniversitáIuav di Venezia）继续学习，并于次年（1949年）8月1日获得建筑学学位。1950年，他在米兰开设了自己的工作室。1951年，他组织了一次关于自己建筑的展览。三年后，他放映了三部由埃利奥·维托里尼（Elio Vittorini）撰写的短片。在短片中，他谴责了由官僚和技术人员管理现代化大都市的趋势，因为在这方面，对人的兴趣不是优先考虑的，并敦促观众亲自行动。
1955年，他获得了城市规划教授的职位，一直保持到1983年，与意大利建筑和都市主义的主要名人如朱塞佩·萨蒙娜、卡洛·斯卡帕、布鲁诺·泽维和保罗·波托格西接触并经常发生冲突。1952年至1960年间，他是应邀参加国际现代建筑协会（CIAM）的新一代成员之一。
1956年，他作为CIAM的一名意大利成员，提出了自己在马特拉的一个住宅综合体项目，在该项目中，勒·柯布西耶的所有原则都被忽视，也忽视了对该地区地理、社会和气候环境的特别关注。这显然是与老一代建筑师和独特国际建筑模式神话的有力决裂。因此，在1956年的会议上，CIAM的解散标志着十次小组的开始，该团队将新一代建筑师（包括德卡洛、艾莉森和彼得·史密森、阿尔多·范艾克和雅各布·巴科马）聚集在一起，构思出一种新型的建筑，一个更适合当地社会和环境条件，并且人“不会变得抽象”的地方。
1964年，他负责乌尔比诺市的第一个城市总体规划，被视为是历史遗产保护的典范。他规划意向中乌尔比诺新区应该有许多高品质的现代建筑，城市也具有现代精神。
自1965起，他负责设计乌尔比诺新大学的校园和设施。在该项目中，校园与景观融为一体，与群山融为一体。正是这个项目让他忙碌了很多年，并使他第一次真正的获得国际认可。在1968年意大利的一次运动期间，他寻求与学生进行建设性对话，并出版了一系列文本和论文，在这些文本和论文中，他提出了一个更加民主和开放的“参与式建筑”
自由社会主义是他所有计划和设计的潜在力量。德卡洛将建筑视为一种基于共识的活动：他的设计表达了在特定环境下运作的各种力量，包括人类、物质、文化和历史力量。他的思想将CIAM的理想与二十世纪末的现实联系起来。
尽管他的政治信仰限制了他的建筑组合，但他的想法仍然存在。1970年起，他开始在特尔尼为工人和他们的家人建造房屋。这是意大利参与式建筑的第一个案例，结果证明是成功的，重复的结果和程序各不相同。1972年，他做了里米尼的城市规划，1979年，则为威尼斯马佐尔博岛做了恢复。
1976年，他为了对建筑的演变进行持续的研究，根据十次小组的原则成立了ILAUD（国际建筑与城市设计实验室），每年夏天在意大利举行活动，为期27年。1978年，他创办并主编了《空间与社会》杂志，20多年来，通过该杂志，他保持了十次小组创建的网络的活跃性，并保证在欧洲建筑领域有一个另类和独立的声音。
在锡耶纳，他负责圣米尼亚托新郊区的一个项目。他批评该项目的实际实施，几乎完全由锡耶纳市政府完成，后来他退出了该项目。

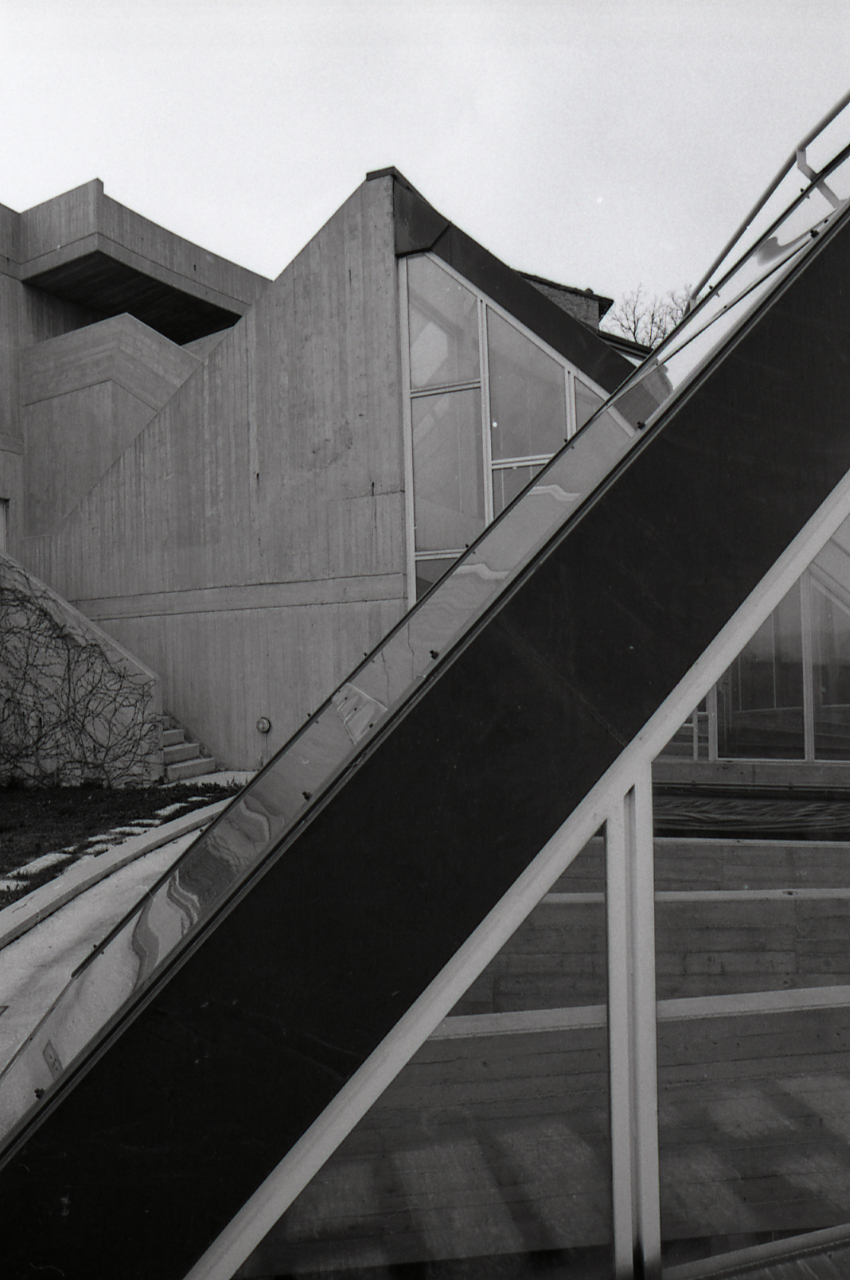
乌尔比诺教育学院。保罗·蒙蒂摄于1982年。

2005年，德卡洛在米兰去世。

## 荣誉
- 1988年，获得沃尔夫艺术奖。
- 1993年，获得RIBA皇家金质奖章。

他数次被邀请到世界各地的大学参加会议，获得了无数奖项和认可。于1995年获得了赫瑞瓦特大学的荣誉博士学位。

## 参与项目

### 20世纪50年代
1950年至1951年，米兰塞斯托圣乔瓦尼公共住房。
1951年至1953年，巴韦诺公共住房。
1952—1960，乌尔比诺大学所在地帕纳佐-博纳文图拉的重建。
1956年至1957年，马特拉住房和商店。
1958年至1964年，乌尔比诺城市总体规划。

### 20世纪60年代
1961-1965年，米兰市政总体规划（与亚历山德罗·图蒂诺和西尔瓦诺·丁托里合作）。
1961年至1963年，里奇奥尼Summer Camp。
1962年至1965年，乌尔比诺学院学生住宿。
1963年，修复乌尔比诺的退休住房（德格利安齐亚尼宫）。
1966年至1968年，乌尔比诺法学院。
1967年至1969年，乌尔比诺拉皮内塔区。
1967年至1969年，威尼斯大都会米拉诺医院
1968年，卡罗曼诺（西西里罗之家），乌尔比诺。
1968年至1976年，乌尔比诺教育学院。
1969年，日本大阪意大利馆。
1969年至1972年，乌尔比诺梅尔卡托广场重建项目。

### 20世纪70年代
1970年至1975年，特尼市马泰奥蒂村住房开发项目。
1970年至1972年，里米尼和圣朱利亚诺中心计划。
1971年至1975年，修复乌尔比诺弗朗西斯科·迪乔治的楼梯。
1973年至1983年，乌尔比诺学生住宿。
1972—1985，帕维亚大学工程学院。
1977年至1982年，乌尔比诺，蒂特罗·桑齐奥，剧院修复。
1977年至1979年，乌迪内乌迪亚/奥索波小学和中学。
1979年，巴勒莫历史中心重建计划。
1979年至1985年，威尼斯马佐尔博住房。

### 20世纪80年代
1980年至1981年，帕维亚Cascina San Lazzaro历史教堂和建筑的修复。

1980年至1981年，帕尔马佩斯广场参赛。

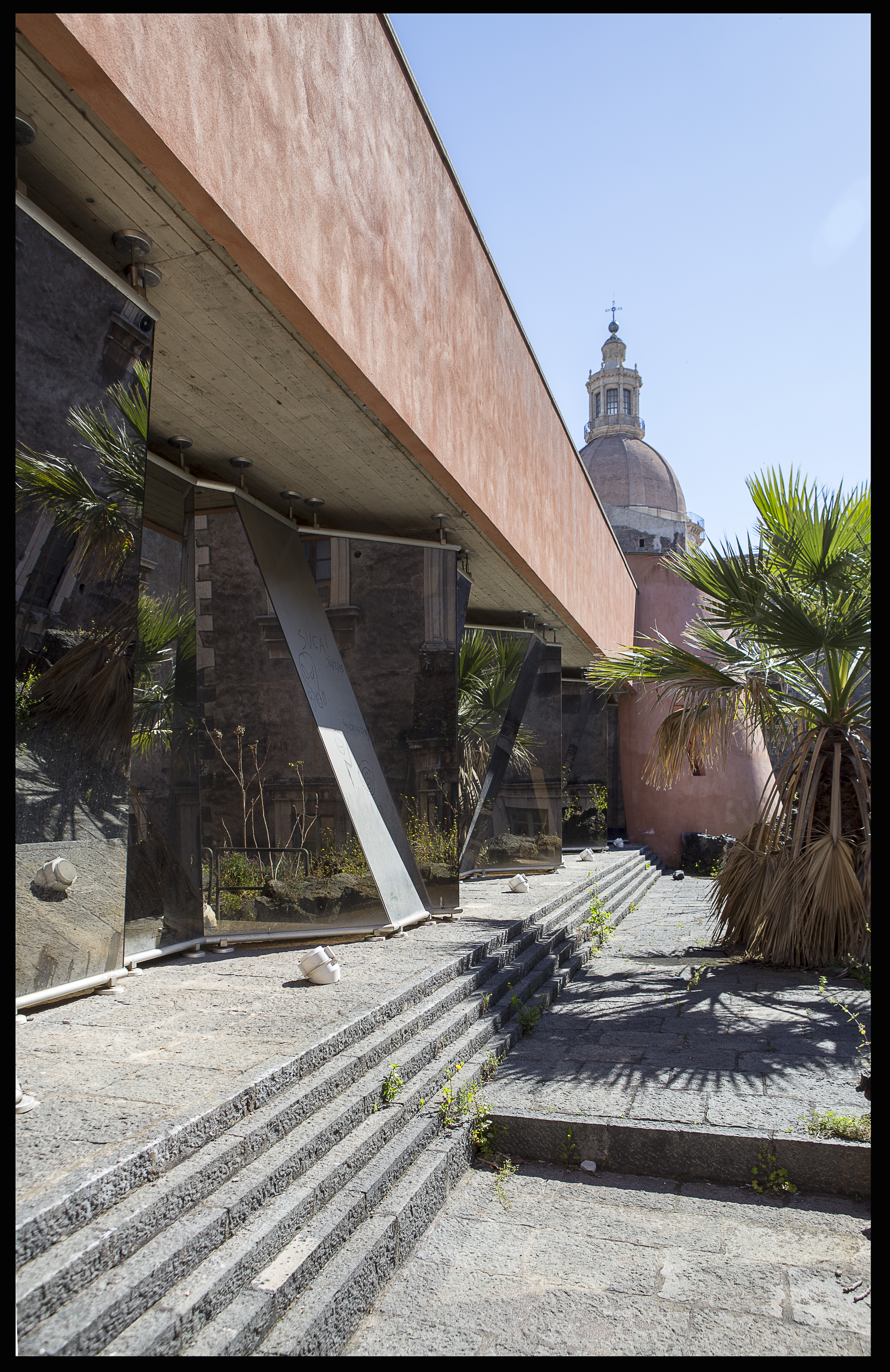
初学修士花园（Garden of Novices）的供热站

1981年至1983年，恢复热那亚的普雷地区。
1983年，乌尔比诺斯库拉·德尔·利布罗高中的新席位
锡耶纳外国人大学医学生物学院1982—2001。
1983年至1987年，Cervia历史船坞的修复
1986年至2005年，比萨省圣米尼亚托卡洛·卡塔尼奥高中。
1986年至1999年，修复乌尔比诺巴蒂弗里宫。
1986年至2004年，卡塔尼亚圣尼科尔阿雷纳修道院的修复和重建。
1989年，拉斯特拉历史中心a Signa总体规划。
1989年至2005年，威尼斯马佐尔博体育中心。
1989-1994年，乌尔比诺新总体规划。

### 20世纪90年代
1992-2005年，佩萨罗新司法宫。
1993年至1999年，萨沃纳市科莱塔·迪·卡斯特比亚科村庄的恢复和重建。
1994年至2000年，圣马力诺共和国的大门。
1995年至2002年，威尼斯丽都新蓝月咖啡馆/浴场。

1996年，希腊塞萨洛尼基渡轮码头计划。

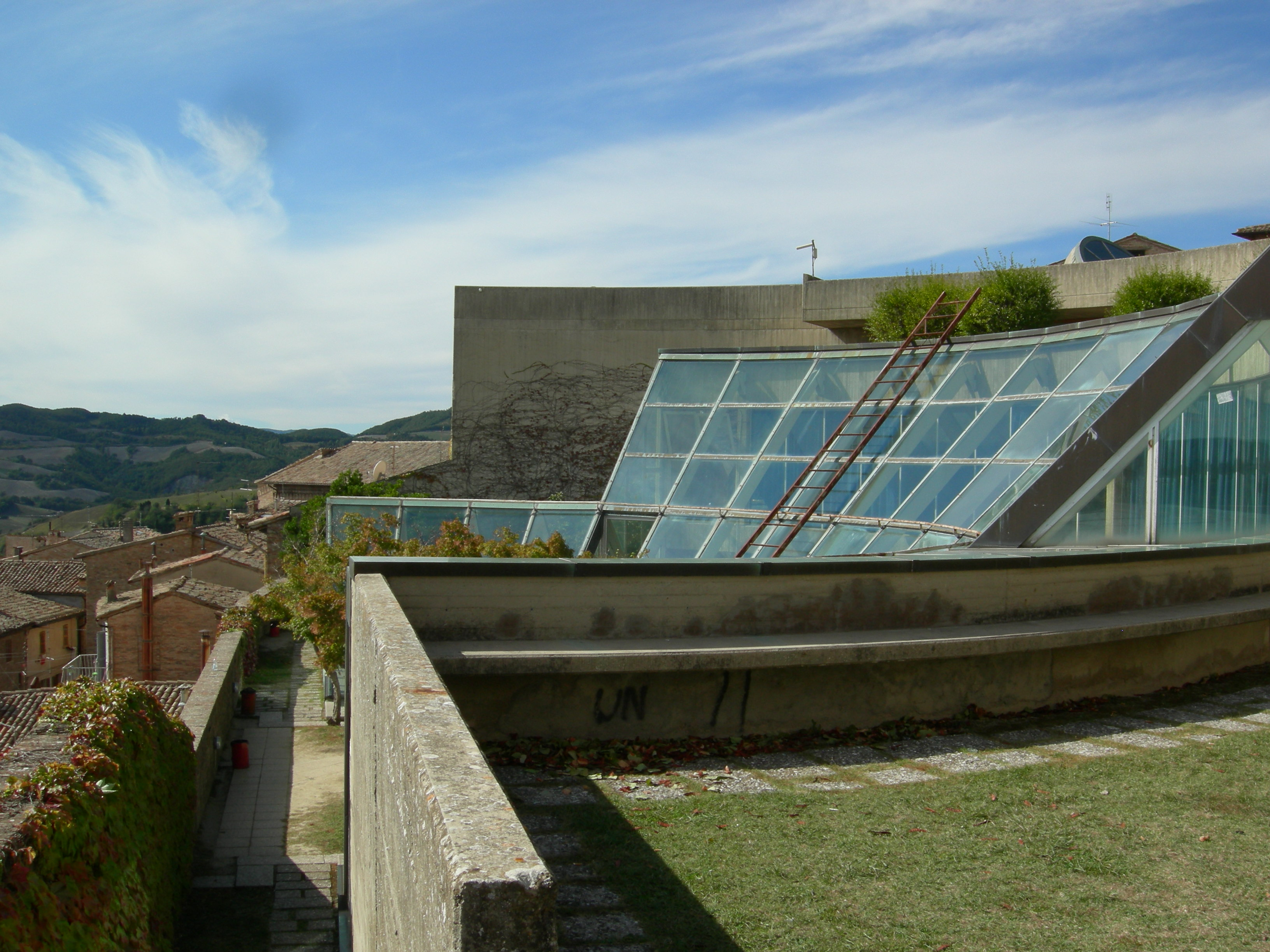
乌尔比诺教育学院

1997年至2001年，修复了Recanati Montefiore城堡。
1997年至1998年，卡塔尼亚罗卡罗马纳大道大学校园。

### 21世纪00年代
2000年至2001年，热那亚帕罗迪桥项目竞赛。
2003年，米兰波尔塔诺瓦花园项目竞赛。
2003年至2006年，黎巴嫩贝鲁特Abou Jmeel河住房。
2003年至2005年，拉文纳儿童中心。

## 延伸阅读

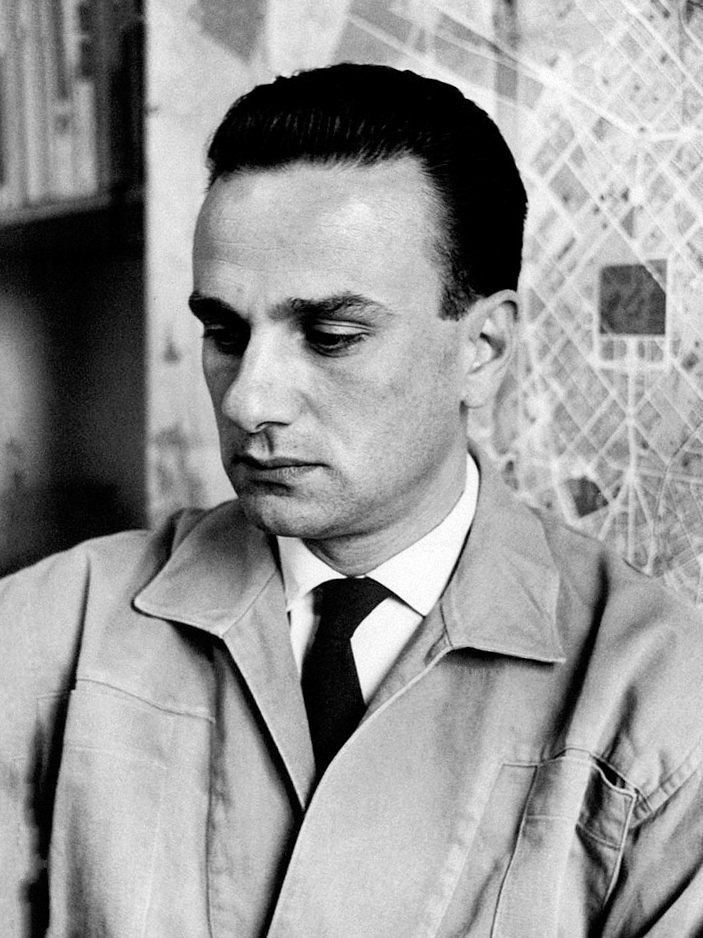
20世纪50年代的吉卡洛·德·卡洛

- Benedict Zucchi (1992) Giancarlo De Carlo, Oxford: Butterworth Architecture ISBN 978-0-7506-1275-3
- John McKean 'Il Magistero: De Carlo's dialogue with historical forms', Places (California/Cambridge Mass) Vol 16, No 1, Fall 2003 ISSN 0731-0455
- John McKean, Giancarlo De Carlo, Layered Places, Stuttgart and Paris (2004), published in English by Menges (Stuttgart) and in French by Centre Pompidou as "Giancarlo De Carlo: Des Lieux, Des Hommes". ISBN 978-3-932565-12-0
- John McKean, “Giancarlo De Carlo et l’experience politique de la participation”, in 'La Modernite Critique, autour du CIAM 9, d’Aix-en-Provence – 1953', ed. Bonillo, Massu & Pinson, Marseille: editions Imberton, 2006
- Alberto Franchini (2020) Il Villaggio Matteotti a Terni. Giancarlo De Carlo e l'abitare collettivo, Roma: L'Erma di Bretschneider ISBN 9788891320469 （页面存档备份，存于）